# Autobianchi Fiumaro
Il Fiumaro è un modello di autocarro prodotto tra il 1952 e il 1958.
La prima serie fu prodotta dalla Bianchi, divenuta nel 1955 Autobianchi, anno in cui venne lanciata la seconda serie del mezzo, caratterizzata dalla presenza sul frontale del logo della nuova società, nata da un accordo industriale tra Bianchi, Fiat e Pirelli.

## Storia
Lanciato nel 1952, questo camion incontrò grande interesse nell'impiego militare presso l'esercito italiano, che all'inizio degli anni cinquanta voleva rinnovare il suo parco automezzi fuoristrada 4x4. Era, in buona sostanza, un valido concorrente del Fiat 639.
Il telaio riprendeva la stessa tipologia costruttiva di quello adottato per lo Sforzesco, molto robusto; mentre il motore era lo stesso utilizzato dall'OM Super Taurus.
Nel 1955 la gamma subì qualche aggiornamento di metà carriera, ma la produzione del Fiumaro terminò tre anni dopo, nel 1958.